# Evelyn Sharp (sufragista)
Evelyn Jane Sharp (4 de agosto de 1869 - 17 de junio de 1955) fue una escritora y sufragista británica, una figura clave en dos importantes asociaciones en pro del sufragio femenino británicas, la militante Unión Social y Política de las Mujeres y la United Suffagists. Participó en la fundación de esta última y se convirtió en editora de Votfes for Women durante la Primera Guerra Mundial. Fue encarcelada dos veces y se convirtió en una resistente fiscal. Siendo una escritora reconocida que había publicado en The Yellow Book, era especialmente conocida por su narrativa infantil.

## Biografía
Evelyn Sharp, la novena de once hermanos, nació el 4 de agosto de 1869. La familia de Sharp la envió a un internado durante solo dos años, periodo durante el cual ella consiguió pasar varios exámenes de la universidad. En 1894, en contra de los deseos de su familia, Sharp se mudó a Londres, donde escribió y publicó varias novelas, incluidas All the Way to Fairyland (1898) y The Other Side of the Sun (1900).
En 1903 Sharp, con la ayuda de su amigo y amante, Henry Nevinson, comenzó a trabajar escribiendo artículos para el Daily Chronicle, el Pall Mall Gazette y el Manchester Guardian, periódico que publicó su trabajo durante más de treinta años. Sharp destacó la importancia de Nevinson y la Liga de Hombres por el Sufragio de las Mujeres: «Es imposible calificar como se merecen los sacrificios que ellos (Henry Nevinson y Laurence Housman ) y HN Brailsford, FW Pethick Lawrence, Harold Laski, Israel Zangwill, Gerald Gould, George Lansbury y muchos otros hicieron para mantener nuestro movimiento libre de la idea de que se trataba de una guerra sexual».

El periodismo de Sharp la hizo más consciente de los problemas de las mujeres de la clase trabajadora y se unió al Women’s Industrial Council y a la Unión Nacional de Sociedades de Sufragio Femenino. En el otoño de 1906, el Manchester Guardian envió a Sharp para cubrir el primer discurso de la actriz y novelista Elizabeth Robins. Sharp se sintió conmovida por los argumentos de Robins a favor de la acción militante y se unió a la Unión Social y Política de las Mujeres.
La impresión que causó fue profunda, incluso en un público predispuesto a ser hostil; y para mí fue desastroso. A partir de ese momento no volvería a saber durante 12 años, si es que en algún momento lo logré, lo que significaba tener la mente tranquila; y pronto llegué a ver con una claridad horrible por qué siempre había rehuido las causas.

## Activismo militante
La madre de Evelyn, Jane, preocupada por el hecho de que su hija se uniera a la Unión Social y Política de las Mujeres (USPM) le hizo prometer que no haría nada que pudiera resultar en su encarcelamiento. Aunque escribió en Votes for Women sobre Elsie Howey, vestida como Juana de Arco, una chica en un caballo blanco que encabezaba una procesión de cientos de sufragistas camino de una reunión en el Teatro Aldwych el 17 de abril de 1909 (justo el día antes de que Juana de Arco fuera beatificada) como representando «una batalla contra prejuicios que son tan antiguos como modernos», y se hizo amiga de la sufragista Helen Craggs y otras, Sharp cumplió su promesa durante cinco años, hasta que su madre la absolvió de esa promesa en noviembre de 1911.
Aunque espero que nunca vayas a la cárcel, siento que ya no puedo tener tantos prejuicios y debo dejarlo a tu mejor criterio. Realmente he sufrido mucho por eso y siento que no tengo derecho a frustrarte, por mucho que me arrepienta de sentir que estabas pasando por esas terribles dificultades. Te ha causado tanto dolor como a mí, y siento que ya no puedo pensar en mis propios sentimientos. No puedo escribir más, pero ahora serás feliz, ¿no es así? (Jane Sharp, carta a su hija (noviembre de 1911)
Evelyn pasó inmediatamente a la campaña militante, y más tarde ese mes fue encarcelada durante catorce días.
Mi oportunidad llegó con una manifestación en la Plaza del Parlamento la noche del 11 de noviembre, provocada por un aplazamiento más cínico de lo habitual del Proyecto de Ley de la Mujer, que estaba implícito en una previsión gubernamental del sufragio masculino. Fui una de las muchas seleccionados para llevar a cabo nuestra nueva política de romper ventanas de oficinas de Gobierno, lo que marcó un alejamiento de mi actitud de resistencia pasiva que durante cinco años había permitido que se utilizara toda la violencia contra nosotras.
Sharp en marzo de 1912, también actuó como intermediaria para que las líderes de la USPM recibieran un cheque por £ 7000 que debía ser autorizado por Christabel Pankhurst para transferir fondos a la cuenta personal de Hertha Ayrton para evitar la confiscación después de la redada de Scotland Yard en las oficinas situadas en Clement's Inn.
Sharp fue una miembro activa de la Women Writers Suffrage League (WWSL). En agosto de 1913, en respuesta a la táctica del gobierno de mantener a las prisioneras en huelga de hambre hasta que estuvieran demasiado débiles para ser activas mediante la denominada Ley de gatos y ratones (Ley de presos (liberación temporal por mala salud) de 1913), que permitía su arresto de nuevo tan pronto como volvían al activismo, Sharp fue elegida para representar a la WWSL en una delegación para reunirse con el ministro del Interior, Reginald McKenna, y discutir dicha ley. McKenna no estaba dispuesta a hablar con ellas y cuando las mujeres se negaron a abandonar la Cámara de los Comunes, Mary Macarthur y Margaret McMillan fueron expulsadas físicamente y Sharp y Emmeline Pethick-Lawrence fueron arrestadas y enviadas a la prisión de Holloway.
Junto con Nevinson, los Pethick-Lawrences, los Harbens, los Lansbury, la Dra. Louisa Garrett Anderson, Evelina Haverfield y Lena Ashwell, Sharp fue una de las fundadoras de United Suffragists, que se abrió a hombres y mujeres y atrajo a miembros de USPM y la WSPU, quizás desilusionadas con las tácticas de cada uno de estos grupos, el 14 de febrero de 1914.

## Resistencia a la Primera Guerra Mundial
A diferencia de la mayoría de las miembros del movimiento de mujeres (una excepción notable es Sylvia Pankhurst, que también rechazó la línea nacionalista), Sharp no estaba dispuesta a poner fin a la campaña electoral durante la Primera Guerra Mundial. Cuando continuó negándose a pagar el impuesto sobre la renta, la arrestaron y le confiscaron todas sus propiedades, incluida su máquina de escribir. Sharp, pacifista, también participó activamente en la Liga Internacional de Mujeres por la Paz durante la guerra. Más tarde grabaría:
Personalmente, sosteniendo como hago que la emancipación de las mujeres es un problema mayor que los que genera cualquier guerra, incluso suponiendo que los objetivos de la Gran Guerra fueran los que se plantean, no puedo evitar lamentar que se justifique el error popular que todavía a veces atribuye la victoria de la causa del sufragio, en 1918, al servicio de las mujeres durante la guerra. Esta suposición es cierta sólo en la medida en que la gratitud hacia las mujeres ofreció una excusa a los antisufragistas en el gabinete y en otros lugares para descender con cierta dignidad de una posición que se había vuelto insostenible antes de la guerra. A veces pienso que el arte de la política consiste en proporcionar escaleras para que los políticos puedan bajar de posiciones insostenibles.
Durante la Primera Guerra Mundial, el periódico Votes for Women siguió apareciendo, pero con una circulación muy reducida, y luchó por mantenerse económicamente viable. Sharp reorientó el periódico para atraer más a las mujeres de clase media, con el lema "El periódico de guerra para las mujeres". Aunque ella personalmente vino a oponerse a la guerra, se aseguró de que el periódico mantuviera una postura neutral al respecto. Al final de la guerra, la Ley de Representación del Pueblo de 1918 otorgó a (algunas) mujeres el derecho al voto y las United Suffragists, que publicaban el periódico, se disolvieron y obsequiaron a Sharp con un libro firmado por las miembros.

## Después de la Primera Guerra Mundial
Después del Armisticio, Sharp, entonces miembro del Partido Laborista, trabajó como periodista en el Daily Herald y también para la Sociedad Religiosa de Amigos en Alemania. Escribió dos estudios sobre la vida de la clase trabajadora, The London Child (1927), ilustrado por Eve Garnett, y The Child Grows Up (1929).
En 1933 murió la amiga de Sharp, Margaret Nevinson. Poco después, a los 63 años, Sharp se casó con el marido de Margaret, Henry Nevinson, que para entonces tenía 77 años. Su historia de amor había durado muchos años y sobrevivió a la amistad de las dos mujeres y el anterior matrimonio.
Sharp escribió el ensayo sobre Mary Wollstonecraft para el libro de 1934 Great Democrats de Alfred Barratt Brown.
La autobiografía de Sharp, Unfinished Adventure, se publicó en 1933. Fue reeditado por Faber en 2009.
Sharp fue miembro del Comité Mundial contra la Guerra y el Fascismo junto con Ellen Wilkinson, Vera Brittain y Storm Jameson.
Sharp murió en un asilo de ancianos en Ealing el 17 de junio de 1955.
- Las reformas siempre pueden esperar un poco más largos, pero libertad, directamente  te descubres no lo ha conseguido, no esperará otro minuto.[5]

## Fuente principal
Los artículos de Sharp, incluidos Diaries of Evelyn Sharp, 1920–37, 1942–7, están a cargo de la Bodleian Library.